# Dream Days at the Hotel Existence
Dream Days at the Hotel Existence est le sixième album studio du groupe de rock australien Powderfinger, sorti en Australie le 2 juin 2007.

## Liste des chansons
1. Head Up in the Clouds – 3:47
2. I Don't Remember – 3:41
3. Lost and Running – 3:42
4. Wishing on the Same Moon – 4:32
5. Who Really Cares (Featuring the Sound of Insanity) – 5:10
6. Nobody Sees – 4:14
7. Surviving – 3:45
8. Long Way to Go – 3:46
9. Black Tears – 2:30
10. Ballad of a Dead Man – 5:29
11. Drifting Further Away – 3:40